# Emmaboda
Emmaboda ist ein Ort (tätort) in der schwedischen Provinz Kalmar län und der historischen Provinz Småland. Er ist der Hauptort der gleichnamigen Gemeinde.

## Geschichte
Der Name ist erstmals 1498 als Æmbebode belegt und enthält in der Vorsilbe einen alten Namen für den durch den Ort fließenden Fluss Lyckebyån, Emån mit dem altschwedischen Namen Æmb. Die Nachsilbe boda bezieht sich in der Pluralform auf eine Ansammlung von (Vorrats-)speichern.

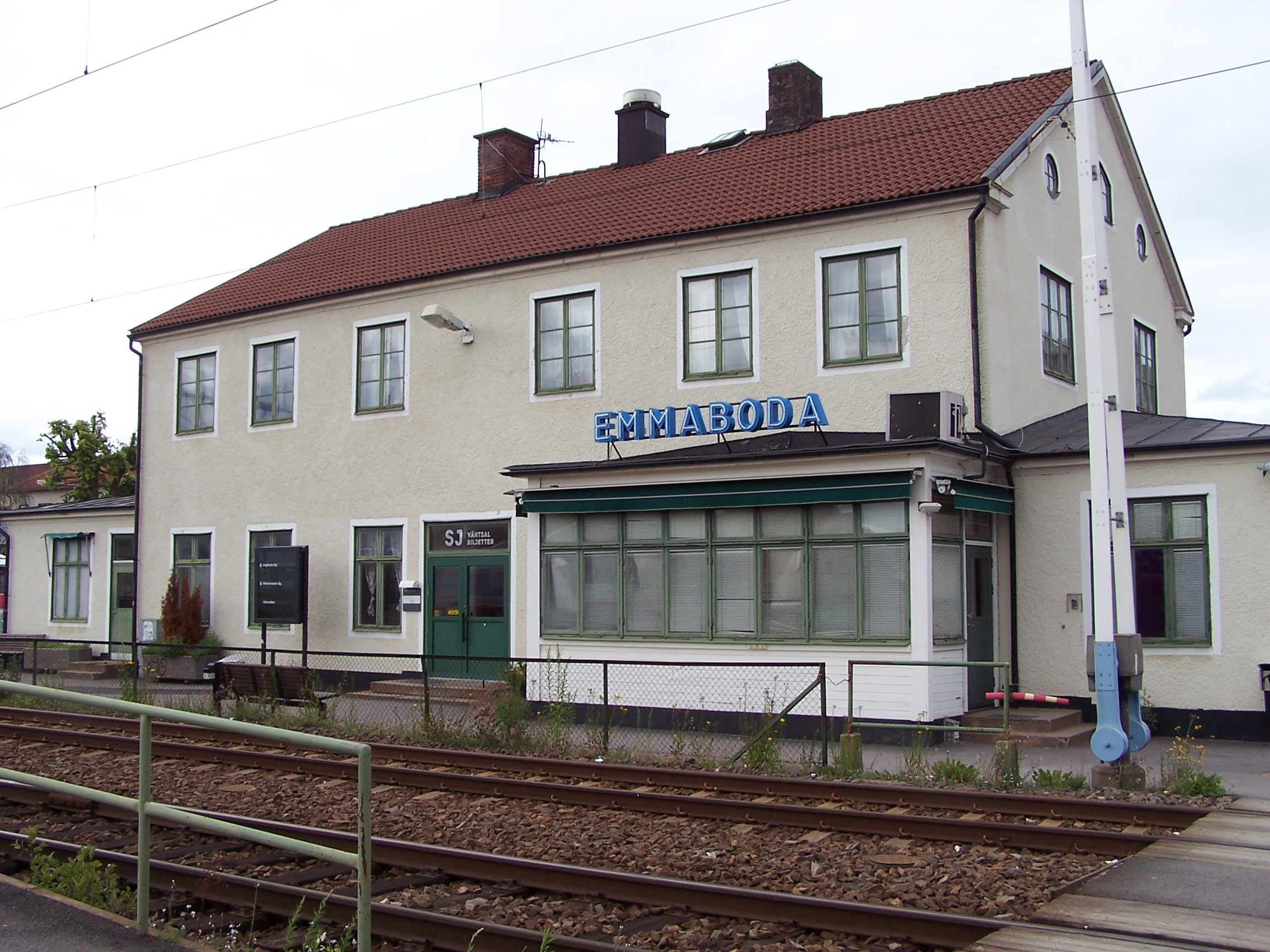
Bahnhof
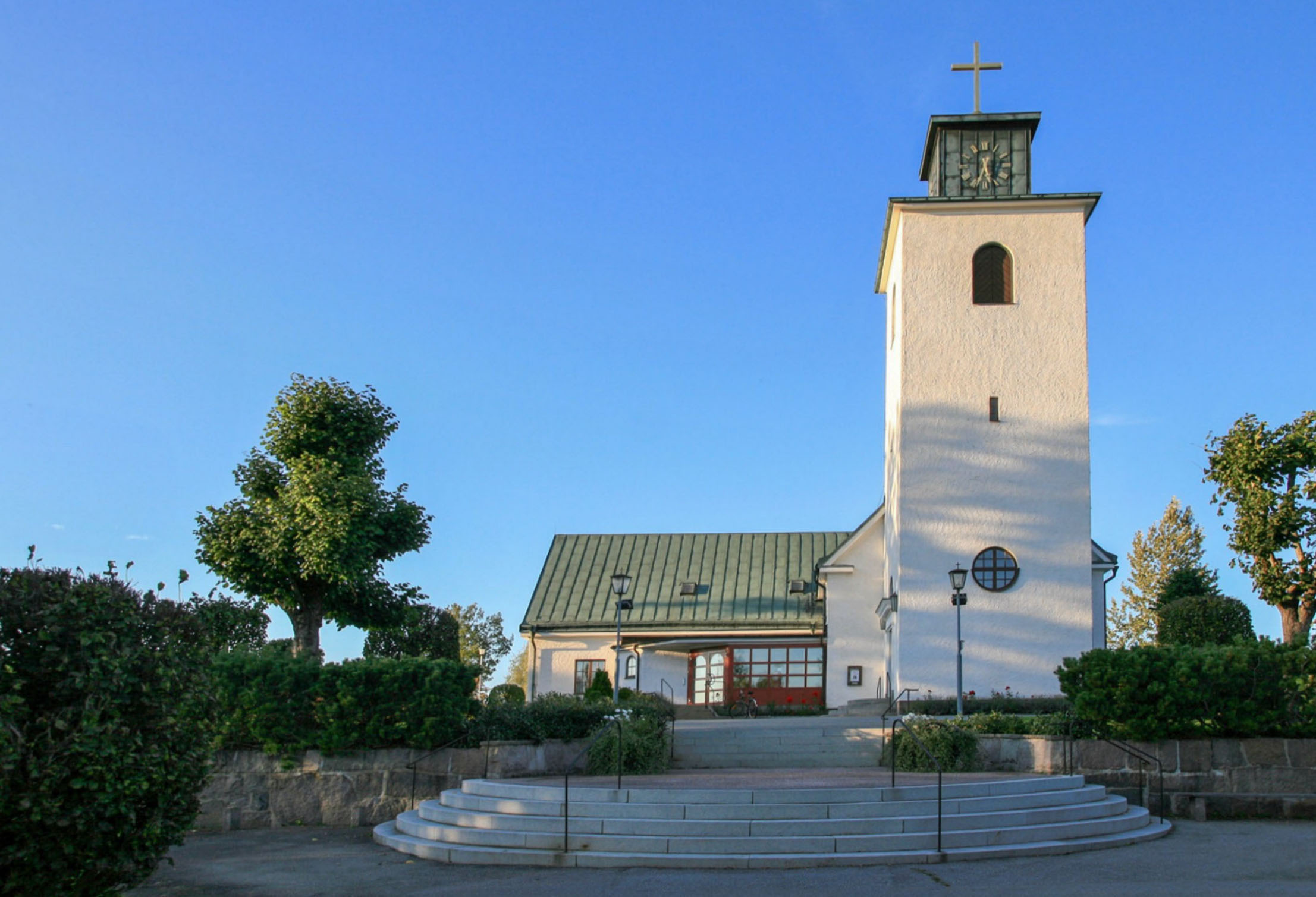
Kirche
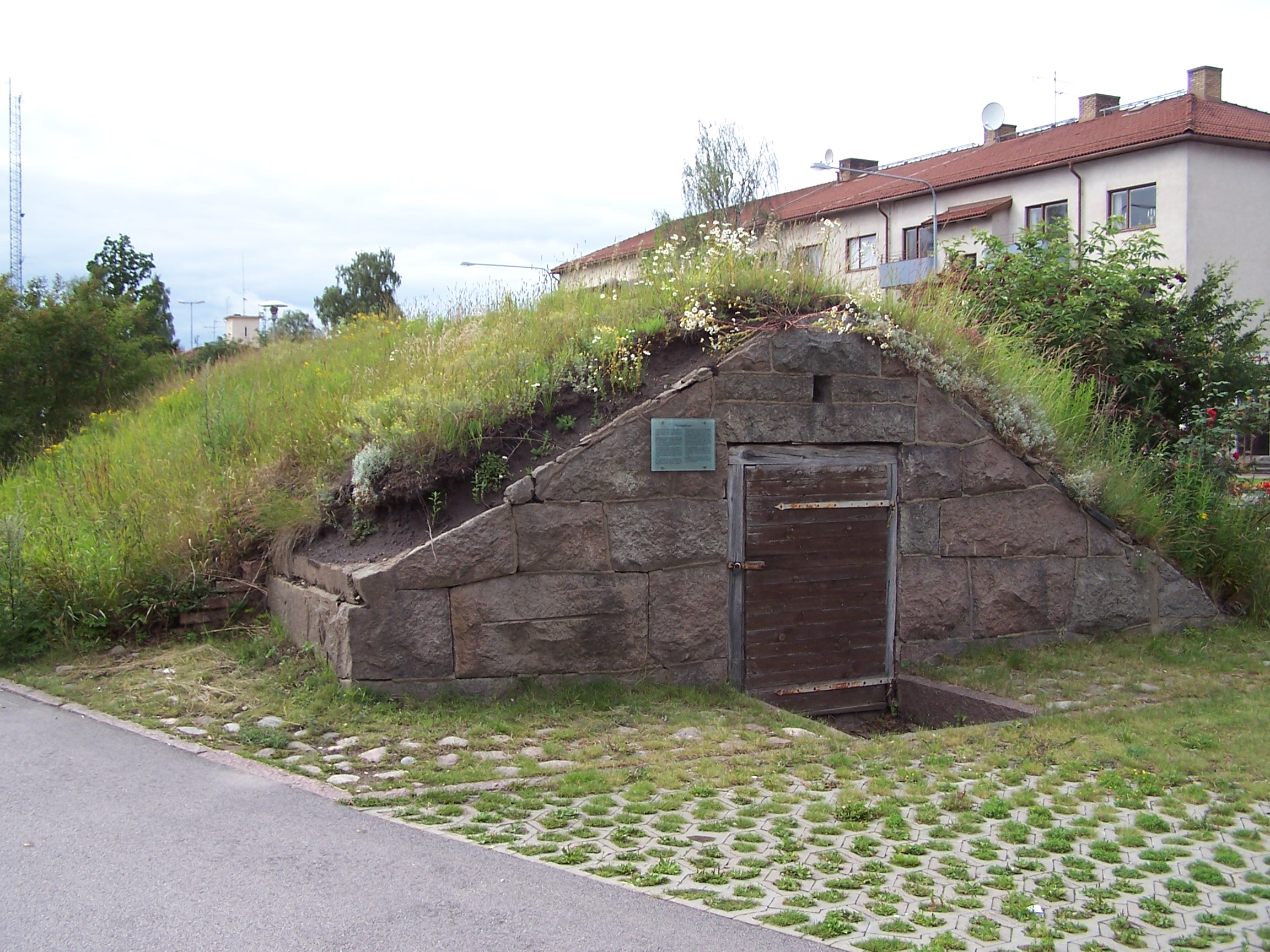
Stenkällaren